# آلیسون اشمیت
آلیسون اشمیت (به انگلیسی: Allison Schmitt) ورزشکار زن رشتهٔ شنا اهل کشور ایالات متحده آمریکا است. وی در بین سال‌های ‎۲۰۰۸ تا ۲۰۱۲ میلادی در مسابقات بازی‌های المپیک تابستانی در مجموع ۶ مدال، شامل ۳ مدال طلا و ۱ نقره و ۲ برنز را کسب کرد.